# Enceinte fortifiée d'Ingwiller
 (mai 2019).
L'enceinte médiévale de Ingwiller correspond aux restes de l'ancienne enceinte fortifiée du XIVe siècle entourant Ingwiller, aujourd'hui située dans le département français du Bas-Rhin.

## Description
L'enceinte est polygonale, orientée nord-sud. À son apogée, elle était constituée d'un mur d'enceinte, d'une fausse braie et d'un fossé, compété de deux portes : au nord et au sud-est (les Oberdtor et Niedertor).
Aujourd'hui, la majorité de l'enceinte existe encore : de nombreuses maisons sont adossées à l'enceinte côté intra-muros ; la fausse-braie se devine et le fossé est partiellement maintenu et reste identifiable. Les deux portes ont disparu.

## Historique
Louis V de Bavière autorise en 1345 Simon de Lichtenberg à construire des murailles et fossés pour entourer Ingwiller. La construction des murs débute en 1346 et en 1379 pour la tour. Cette date de début est attestée par une inscription, présente sur une tour, et rapportée par un contemporain du, Rahtgens : 

« Herre Symunt Herre zu Lichtenberg Vogt zu Strasburg hup diese Stat nuves an zu murende anno MCCCXLVI und derselbe Herre hup auch diesen Turn an zu murende anno Dni MCCCLXXIX »

En 1658 les murs sont réparés, puis partiellement détruits en 1676 et 1677 (dont la tour sur laquelle était l'inscription), puis remis en état en 1684 et finalement en 1773.
Au début du XIXe siècle, les portes sont détruites ; le plan cadastral de 1831 ne présente plus les deux portes.
Les restes de la muraille font l'objet d'une inscription au titre des monuments historiques depuis 2015, à savoir son tracé, sa muraille, sa fausse-braie, son fossé, son mur de contrescarpe et le dispositif de défense avancée de la porte basse.

## Architecture
L'enceinte est construite en grès à petit appareil, avec des mœllons assisés dans les parties hautes.
Un mesurage effectué en 1667 donne une longueur totale de 897 mètres pour la muraille, avec une épaisseur de 180 centimètres et une hauteur de 630 centimètres (plus 150 centimètres de fondations). Un mur en fausse-braie complétait l'ensemble, avec une longueur de 932 mètres et une hauteur de 420 centimètres. 
Une autre description est faite par Regemorte en 1704. Il y décrit que le parapet du mur d'enceinte et de la fausse-braie ont été ajourés  de créneaux. Le fossé à présent maçonné peut être inondé par l'eau par la Moder et autre un ruisseau. 